# I liga paragwajska w piłce nożnej (2007)
Mistrzem Paragwaju został klub Club Libertad, natomiast wicemistrzem Paragwaju – Sportivo Luqueño. Sezon podzielony został na dwa turnieje – Apertura i Clausura. Zwycięzcy obu turniejów zmierzyli się o mistrzostwo kraju, a zwycięzca zdobył tytuł mistrza, natomiast przegrany tytuł wicemistrza Paragwaju.
Do turniejów międzynarodowych zakwalifikowały się następujące kluby:
- Copa Libertadores 2008: Club Libertad, Sportivo Luqueño, Cerro Porteño
- Copa Sudamericana 2008: Club Libertad, Club Olimpia

O spadku do drugiej ligi decydował średni dorobek z trzech ostatnich sezonów. Ostatecznie spadł tylko jeden klub – Sportivo Trinidense, a na jego miejsce awansował mistrz II ligi klub Silvio Pettirossi Asunción.
W barażu klub 12 de Octubre Itaugua obronił swój pierwszoligowy byt w starciu z klubem General Díaz Luque.

## Torneo Apertura 2007

### Apertura 1
| Data           | Mecz |
| -------------- | --- |
| 16 lutego 2007 | Club Sol de América – Club Libertad 0:2 Fredy Bareiro 63, Hernán Rodrigo López 80                                                  |
| 17 lutego 2007 | 12 de Octubre Itaugua – Club 2 de Mayo 1:1 Carlos González 30 – Antonio Maidana 73                                                 |
| 17 lutego 2007 | Tacuary Asunción – 3 de Febrero Ciudad del Este 2:0 Gilberto Palacios 9, Emilio Ibarra 20                                          |
| 18 lutego 2007 | Club Olimpia – Club Nacional 1:1 Mauricio Molina 12k – Inca 79                                                                     |
| 18 lutego 2007 | Cerro Porteño – Sportivo Luqueño 1:0 Lorgio Álvarez 30                                                                             |
| 18 lutego 2007 | Sportivo Trinidense – Club Guaraní 3:2 Rolando Benítez 21, Jesús Martínez 31, Carlos Ortíz 80k – Diego Alfonso 68, Osvaldo Díaz 76 |

### Apertura 2
| Data           | Mecz |
| -------------- | --- |
| 23 lutego 2007 | Club 2 de Mayo – Tacuary Asunción 0:1 Gilberto Palacios 8                                                               |
| 24 lutego 2007 | Club Nacional – Sportivo Luqueño 2:2 Diego Arévalo 52, Juan Mugabure 69 – Julio Ortellado 31, Maximiliano Biancucchi 76 |
| 24 lutego 2007 | Club Libertad – Club Olimpia 2:2 Hernán Rodrigo López 76, 91 – Mauricio Molina 53, Michel Godoy 57                      |
| 25 lutego 2007 | Club Guaraní – 12 de Octubre Itaugua 3:0 Carlos Neumann 21, Diego Alfonso 58, Luis Ovelar 87                            |
| 25 lutego 2007 | 3 de Febrero Ciudad del Este – Club Sol de América 1:0 Gustavo Ramírez 58                                               |
| 25 lutego 2007 | Sportivo Trinidense – Cerro Porteño 0:3 Pablo Giménez 16, Alejandro da Silva 22, 33                                     |

### Apertura 3
| Data          | Mecz |
| ------------- | --- |
| 2 marca 2007  | Cerro Porteño – Club Nacional 3:1 Alejandro da Silva 51, 87, Lorgio Álvarez 63 – Fabio Ramos 38                                       |
| 3 marca 2007  | Tacuary Asunción – Club Guaraní 0:0                                                                                                   |
| 3 marca 2007  | Club Sol de América – Club 2 de Mayo 1:1 José Ortigoza 4 – Pedrinho 31                                                                |
| 4 marca 2007  | Club Olimpia – 3 de Febrero Ciudad del Este 2:2 Cristian Rolando Ledesma 7, Carlos Gamarra 45 – Fernando Oliveira 54, Edgar Acosta 79 |
| 4 marca 2007  | 12 de Octubre Itaugua – Sportivo Trinidense 1:1 Daniel Ferreíra 85 – Ariel Bogado 31                                                  |
| 14 marca 2007 | Sportivo Luqueño – Club Libertad 0:1 Cristian Riveros 76                                                                              |

### Apertura 4
| Data          | Mecz |
| ------------- | --- |
| 9 marca 2007  | Club 2 de Mayo – Club Olimpia 3:1 Antonio Maidana 17, Julio Martínez 56, Charles da Silva 62 – Cristian Rolando Ledesma 4 |
| 10 marca 2007 | Sportivo Trinidense – Tacuary Asunción 0:2 Celso González Ferreira 4, David Villalba 10                                   |
| 10 marca 2007 | 3 de Febrero Ciudad del Este – Sportivo Luqueño 1:1 Diego Caneza 56 – César Cáceres Cañete 6k                             |
| 11 marca 2007 | Club Guaraní – Club Sol de América 1:2 Julián Benítez 8 – José Franco 4, Pablo Zeballos 70                                |
| 11 marca 2007 | Club Libertad – Club Nacional 1:1 Nelson Romero 58 – Inca 35                                                              |
| 2 maja 2007   | 12 de Octubre Itaugua – Cerro Porteño 0:2 Alejandro da Silva 3, 81                                                        |

### Apertura 5
| Data          | Mecz |
| ------------- | --- |
| 16 marca 2007 | Tacuary Asunción – 12 de Octubre Itaugua 1:3 Gilberto Palacios 32 – Daniel Ferreira 17, Rolando Renau 77, Luis Núñez 84                                         |
| 17 marca 2007 | Club Nacional – 3 de Febrero Ciudad del Este 0:1 Diego Caneza 8                                                                                                 |
| 18 marca 2007 | Sportivo Luqueño – Club 2 de Mayo 2:0 Juan Hermosilla 89, 92 |
| 18 marca 2007 | Club Olimpia – Club Guaraní 3:1 Cristian Rolando Ledesma 7, 47, José Amarilla 78 – Francisco Esteche 65k                                                        |
| 18 marca 2007 | Club Sol de América – Sportivo Trinidense 3:3 José Franco 7, José Ortigoza 55, Pablo Zeballos 85 – Armando González 67, Diego Rodríguez 75, Eduardo González 87 |
| 28 marca 2007 | Cerro Porteño – Club Libertad 1:2 Domingo Salcedo 53 – Fredy Bareiro 56, Vladimir Marín 91                                                                      |

### Apertura 6
| Data          | Mecz |
| ------------- | --- |
| 23 marca 2007 | Sportivo Trinidense – Club Olimpia 1:0 Ariel Bogado 3                                                                                |
| 23 marca 2007 | Club 2 de Mayo – Club Nacional 1:4 Herminio Miranda 30 – Rodrigo Cantero 8, Fabio Ramos 27, 84, Sergio Jiménez 43                    |
| 24 marca 2007 | Tacuary Asunción – Cerro Porteño 1:4 Gilberto Palacios 4 – Jorge Brítez 1, Domingo Salcedo 59, Roberto Ovelar 63, Jorge Achucarro 83 |
| 24 marca 2007 | 12 de Octubre Itaugua – Club Sol de América 2:1 Daniel Ferreira 46, Carlos González 65 – Edgar Miranda 59                            |
| 24 marca 2007 | Club Guaraní – Sportivo Luqueño 2:2 Francisco Esteche 49k, Miguel Paniagua 79 – Maximiliano Biancucchi 31, Jorge Núñez 37            |
| 24 marca 2007 | 3 de Febrero Ciudad del Este – Club Libertad 1:0 Gustavo Ramírez 89                                                                  |

### Apertura 7
| Data            | Mecz |
| --------------- | --- |
| 31 marca 2007   | Cerro Porteño – 3 de Febrero Ciudad del Este 3:1 Alejandro da Silva 38, Domingo Salcedo 82, Gustavo Morínigo 84k – Jorge Brítez 77s |
| 1 kwietnia 2007 | Club Libertad – Club 2 de Mayo 3:0 Osvaldo Martínez 42, Hernán Rodrigo López 52, 74                                                 |
| 1 kwietnia 2007 | Club Nacional – Club Guaraní 0:0 |
| 1 kwietnia 2007 | Sportivo Luqueño – Sportivo Trinidense 4:3 Néstor Ayala 28, 83, Jorge Núñez 48, Carlos Mereles 53 – Ariel Bogado 25, 30, 43         |
| 1 kwietnia 2007 | Club Olimpia – 12 de Octubre Itaugua 3:2 Cristian Rolando Ledesma 74, 76, Mauricio Molina 77 – Daniel Ferreira 29k, 64              |
| 1 kwietnia 2007 | Club Sol de América – Tacuary Asunción 1:1 Aldo Sanabria 76 – David Villalba 15                                                     |

### Apertura 8
| Data            | Mecz |
| --------------- | --- |
| 7 kwietnia 2007 | Club Sol de América – Cerro Porteño 0:6 Eder Godoy 22, Osvaldo Hobecker 39, Roberto Ovelar 61, Ernesto Cristaldo 68, Víctor Ferreira 71, Jorge Achucarro 88 |
| 7 kwietnia 2007 | Club Guaraní – Club Libertad 1:1 Christian Sosa 50 – Hernán Rodrigo López 36                                                                                |
| 8 kwietnia 2007 | Tacuary Asunción – Club Olimpia 0:1 Mauricio Molina 9k |
| 8 kwietnia 2007 | 12 de Octubre Itaugua – Sportivo Luqueño 1:2 Elvis Marecos 78 – Juan Abente 16, César Cáceres Cañete 56k                                                    |
| 8 kwietnia 2007 | Sportivo Trinidense – Club Nacional 2:2 Carlos Ortíz 18k, Rolando Benítez 81k – Fabio Ramos 36k, 68                                                         |
| 8 kwietnia 2007 | Club 2 de Mayo – 3 de Febrero Ciudad del Este 0:0 |

### Apertura 9
| Data             | Mecz                                                                                                  |
| ---------------- | --- |
| 14 kwietnia 2007 | Club Libertad – Sportivo Trinidense 4:0 Roberto Gamarra 43, 64, 68, Jorge González 38                 |
| 14 kwietnia 2007 | Club Nacional – 12 de Octubre Itaugua 1:0 Inca 32                                                     |
| 15 kwietnia 2007 | Cerro Porteño – Club 2 de Mayo 1:2 Nelson Cabrera 93 – Antonio Maidana 56, Pedrinho 90                |
| 15 kwietnia 2007 | 3 de Febrero Ciudad del Este – Club Guaraní 2:1 Edgar Acosta 10, Diego Caneza 39 – Nelson Amarilla 69 |
| 15 kwietnia 2007 | Sportivo Luqueño – Tacuary Asunción 2:0 Carlos Mereles 15, Jorge Núñez 48                             |
| 15 kwietnia 2007 | Club Olimpia – Club Sol de América 1:0 Martín Adrián García 37                                        |

### Apertura 10
| Data             | Mecz |
| ---------------- | --- |
| 20 kwietnia 2007 | Tacuary Asunción – Club Nacional 1:0 Celso González Ferreira 78                                                                                            |
| 21 kwietnia 2007 | Club Olimpia – Cerro Porteño 0:1 Jorge Achucarro 83 |
| 21 kwietnia 2007 | Sportivo Trinidense – 3 de Febrero Ciudad del Este 2:2 Cristian Arévalo 46, Julio Trinidad 70 – Fernando Oliveira 22, Diego Caneza 64                      |
| 22 kwietnia 2007 | Club Sol de América – Sportivo Luqueño 2:4 Pablo Zeballos 4, José Ortigoza 40 – César Cáceres Cañete 53k, 62, Maximiliano Biancucchi 77, Derlis Cardozo 87 |
| 22 kwietnia 2007 | 12 de Octubre Itaugua – Club Libertad 3:3 Alberto Kiese 56, Derlis Soto 64, Diego Miranda 79 – Vladimir Marín 14, 45, Osvaldo Martínez 66                  |
| 22 kwietnia 2007 | Club Guaraní – Club 2 de Mayo 3:3 Julián Benítez 40, Julio Manzur 50, Osvaldo Díaz 64 – Pedrinho 13, 74, Antonio Maidana 29                                |

### Apertura 11
| Data             | Mecz |
| ---------------- | --- |
| 27 kwietnia 2007 | Club Libertad – Tacuary Asunción 2:0 Osvaldo Martínez 30, Hernán Rodrigo López 87                                                        |
| 28 kwietnia 2007 | Cerro Porteño – Club Guaraní 2:1 Luis Cardozo 32, Alejandro da Silva 53 – Julián Benítez 14                                              |
| 28 kwietnia 2007 | Club Nacional – Club Sol de América 1:0 Néstor Bareiro 87                                                                                |
| 29 kwietnia 2007 | Club 2 de Mayo – Sportivo Trinidense 3:0 Julio Torres 17, Julio Martínez 83, Pedrinho 87                                                 |
| 29 kwietnia 2007 | 3 de Febrero Ciudad del Este – 12 de Octubre Itaugua 1:2 Rafael Christ 51 – Daniel Ferreira 20k, 29                                      |
| 29 kwietnia 2007 | Sportivo Luqueño – Club Olimpia 2:2 Maximiliano Biancucchi 23, César Cáceres Cañete 82 – Cristian Rolando Ledesma 20, Mauricio Molina 93 |

### Apertura 12
| Data        | Mecz |
| ----------- | --- |
| 5 maja 2007 | Club Nacional – Club Olimpia 0:1 Martín Adrián García 82                                                                             |
| 6 maja 2007 | Club 2 de Mayo – 12 de Octubre Itaugua 2:1 Pedrinho 26, Julio Martínez 88 – Carlos González 24                                       |
| 6 maja 2007 | 3 de Febrero Ciudad del Este – Tacuary Asunción 4:1 Gustavo Ramírez 32, 86, Diego Caneza 40, Ramón Cáceres 81 – Gilberto Palacios 18 |
| 6 maja 2007 | Club Guaraní – Sportivo Trinidense 0:2 Diego Rodríguez 59, Oscar Díaz 79                                                             |
| 6 maja 2007 | Club Libertad – Club Sol de América 0:0                                                                                              |
| 6 maja 2007 | Sportivo Luqueño – Cerro Porteño 3:2 Jorge Núñez 35, 82k, César Cáceres Cañete 61 – Víctor Ferreira 13, Oscar Gamarra 31             |

### Apertura 13
| Data         | Mecz |
| ------------ | --- |
| 12 maja 2007 | Tacuary Asunción – Club 2 de Mayo 1:0 Gilberto Palacios 14                                                  |
| 12 maja 2007 | Sportivo Luqueño – Club Nacional 2:1 Maximiliano Biancucchi 16, César Cáceres Cañete 66 – Sergio Jiménez 27 |
| 13 maja 2007 | Club Sol de América – 3 de Febrero Ciudad del Este 0:0                                                      |
| 13 maja 2007 | 12 de Octubre Itaugua – Club Guaraní 2:1 Rolando Renaut 68, Diego Miranda 75 – Elvis Marecos 14s            |
| 13 maja 2007 | Cerro Porteño – Sportivo Trinidense 1:0 Roberto Ovelar 94                                                   |
| 13 maja 2007 | Club Olimpia – Club Libertad 0:1 Vladimir Marín 47k                                                         |

### Apertura 14
| Data         | Mecz |
| ------------ | --- |
| 18 maja 2007 | Club 2 de Mayo – Club Sol de América Pedrinho 47k – José Ortigoza 4 mecz przerwany został w 68 minucie przy stanie 1:1 z powodu mgły |
| 19 maja 2007 | Club 2 de Mayo – Club Sol de América 1:2 Pedrinho 47k – José Ortigoza 4, José Franco 75 dokończenie 22 minut z 18 maja 2007 roku     |
| 19 maja 2007 | Sportivo Trinidense – 12 de Octubre Itaugua 1:0 Armando González 73                                                                  |
| 19 maja 2007 | 3 de Febrero Ciudad del Este – Club Olimpia 0:1 Hebert Arriola 47                                                                    |
| 20 maja 2007 | Club Guaraní – Tacuary Asunción 1:0 Osvaldo Díaz 48                                                                                  |
| 20 maja 2007 | Club Nacional – Cerro Porteño 1:1 José Burgos 54 – Jorge Núñez 5                                                                     |
| 20 maja 2007 | Club Libertad – Sportivo Luqueño 0:2 Julio Ortellado 60, Jorge Núñez 91                                                              |

### Apertura 15
| Data         | Mecz |
| ------------ | --- |
| 23 maja 2007 | Club Sol de América – Club Guaraní 0:2 Osvaldo Díaz 46k, Carlos Recalde 51k                             |
| 23 maja 2007 | Tacuary Asunción – Sportivo Trinidense 1:1 Gregor Aguayo 48 – Ariel Bogado 3                            |
| 23 maja 2007 | Sportivo Luqueño – 3 de Febrero Ciudad del Este 2:0 Néstor Ayala 48, Maximiliano Biancucchi 56          |
| 23 maja 2007 | Cerro Porteño – 12 de Octubre Itaugua 0:2 Derlis Soto 54, Rolando Renaut 77                             |
| 23 maja 2007 | Club Olimpia – Club 2 de Mayo 3:1 Cristian Rolando Ledesma 3, 8, Mauricio Molina 69k – Alberto Irala 15 |
| 30 maja 2007 | Club Nacional – Club Libertad 0:1 Freddy Bareiro 12                                                     |

### Apertura 16
| Data         | Mecz |
| ------------ | --- |
| 27 maja 2007 | Club 2 de Mayo – Sportivo Luqueño 1:2 Alberto Irala 78 – Celso Ruiz Diaz 36s, Maximiliano Biancucchi 52 |
| 27 maja 2007 | Club Libertad – Cerro Porteño 0:1 Alejandro da Silva 72                                                 |
| 27 maja 2007 | Club Guaraní – Club Olimpia 1:2 Cristian Sosa 38 – Mauricio Molina 18, Cristian Rolando Ledesma 27      |
| 27 maja 2007 | 3 de Febrero Ciudad del Este – Club Nacional 1:0 Hugo Jazmín 80                                         |
| 27 maja 2007 | Sportivo Trinidense – Club Sol de América 1:1 Ariel Bogado 79 – José Ortigoza 70                        |
| 27 maja 2007 | 12 de Octubre Itaugua – Tacuary Asunción 1:1 Daniel Ferreira 35 – Hugo Luzardi 55                       |

### Apertura 17
| Data           | Mecz |
| -------------- | --- |
| 2 czerwca 2007 | Club Olimpia – Sportivo Trinidense 3:1 Hebert Arriola 11, 23, Martín Adrián García 73 – Jesús Martínez 47                                                                     |
| 3 czerwca 2007 | Club Sol de América – 12 de Octubre Itaugua 3:0 Edgar Miranda 59, Pablo Zeballos 88, 90                                                                                       |
| 3 czerwca 2007 | Sportivo Luqueño – Club Guaraní 3:0 César Cáceres Cañete 2, 53, Maximiliano Biancucchi 65                                                                                     |
| 3 czerwca 2007 | Club Nacional – Club 2 de Mayo 2:2 Fabio Ramos 45, 53k – Miguel Larrosa 43, Celso Ruiz Díaz 85k                                                                               |
| 3 czerwca 2007 | Club Libertad – 3 de Febrero Ciudad del Este 2:1 Hernán Rodrigo López 68, Fredy Bareiro 79 – Gustavo Ramírez 4                                                                |
| 3 czerwca 2007 | Cerro Porteño – Tacuary Asunción 6:1 Nelson Cabrera 8, Alejandro da Silva 33, César Ramírez 35k, Víctor Ferreira 59, Fidel Pérez 74, Oscar Gamarra 79 – Gilberto Palacios 30k |

### Apertura 18
| Data           | Mecz |
| -------------- | --- |
| 9 czerwca 2007 | Tacuary Asunción – Club Sol de América 1:0 José Ortigoza 79                                             |
| 9 czerwca 2007 | 3 de Febrero Ciudad del Este – Cerro Porteño 1:0 Gustavo Ramírez 76                                     |
| 9 czerwca 2007 | Club Guaraní – Club Nacional 0:3 Fabio Ramos 16k, Matías Fondetto 47s, Cristian Bogado 55               |
| 9 czerwca 2007 | Sportivo Trinidense – Sportivo Luqueño 0:4 Néstor Ayala 16, César Cáceres Cañete 57, 63, Jorge Núñez 89 |
| 9 czerwca 2007 | Club 2 de Mayo – Club Libertad 0:0                                                                      |
| 9 czerwca 2007 | 12 de Octubre Itaugua – Club Olimpia 0:0                                                                |

### Tabela Apertura 2007
| Poz | Klub                         | Mecze | Zw | Rem | Por | Pkt | BrZd | BrStr |
| --- | ---------------------------- | ----- | -- | --- | --- | --- | ---- | ----- |
| 1   | Sportivo Luqueño             | 18    | 12 | 4   | 2   | 40  | 39   | 19    |
| 2   | Cerro Porteño                | 18    | 12 | 1   | 5   | 37  | 38   | 16    |
| 3   | Club Libertad                | 18    | 9  | 6   | 3   | 33  | 25   | 13    |
| 4   | Club Olimpia                 | 18    | 9  | 5   | 4   | 32  | 26   | 19    |
| 5   | 3 de Febrero Ciudad del Este | 18    | 7  | 5   | 6   | 26  | 19   | 19    |
| 6   | Tacuary Asunción             | 18    | 6  | 4   | 8   | 22  | 15   | 26    |
| 7   | 12 de Octubre Itaugua        | 18    | 5  | 5   | 8   | 20  | 21   | 27    |
| 8   | Club Nacional                | 18    | 4  | 7   | 7   | 19  | 20   | 20    |
| 9   | Club 2 de Mayo               | 18    | 4  | 6   | 8   | 18  | 21   | 28    |
| 10  | Sportivo Trinidense          | 18    | 4  | 6   | 8   | 18  | 21   | 36    |
| 11  | Club Sol de América          | 18    | 3  | 6   | 9   | 15  | 16   | 28    |
| 12  | Club Guaraní                 | 18    | 3  | 5   | 10  | 14  | 20   | 30    |

## Torneo Clausura 2007

### Clausura 1
| Data            | Mecz |
| --------------- | --- |
| 3 sierpnia 2007 | Club Libertad – Cerro Porteño 3:2 Osvaldo Martínez 53, Vladimir Marín 86, Roberto Gamarra 90 – Nelson Cabrera 58, Ernesto Cristaldo 75    |
| 4 sierpnia 2007 | Sportivo Trinidense – Sportivo Luqueño 1:3 Jesús Martínez 56 – Néstor Ayala 22k, 54, 72k                                                  |
| 5 sierpnia 2007 | Club Nacional – Tacuary Asunción 1:0 Carlos Lugo 23                                                                                       |
| 5 sierpnia 2007 | Club Sol de América – Club Olimpia 1:2 Pablo Zevallos 9 – David Villalba 14, 60                                                           |
| 5 sierpnia 2007 | Club 2 de Mayo – Club Guaraní 1:1 Robert Franco 51 – Jonathan Fabbro 40                                                                   |
| 5 sierpnia 2007 | 3 de Febrero Ciudad del Este – 12 de Octubre Itaugua 2:2 Carlos Neumann 30, Esteban Ramírez 81k – Diego Martínez 5, Francisco Esteche 26k |

### Clausura 2
| Data             | Mecz                                                       |
| ---------------- | ---------------------------------------------------------- |
| 10 sierpnia 2007 | Tacuary Asunción – Club 2 de Mayo 0:2 Emerson 55, 60       |
| 11 sierpnia 2007 | Sportivo Luqueño – 12 de Octubre Itaugua 0:0               |
| 11 sierpnia 2007 | Club Guaraní – Sportivo Trinidense 0:1 Charles da Silva 46 |
| 11 sierpnia 2007 | Club Sol de América – 3 de Febrero Ciudad del Este 0:0     |
| 11 sierpnia 2007 | Cerro Porteño – Club Nacional 1:0 Roberto Ovelar 90        |
| 12 sierpnia 2007 | Club Olimpia – Club Libertad 0:0                           |

### Clausura 3
| Data             | Mecz |
| ---------------- | --- |
| 15 sierpnia 2007 | Club Libertad – Club Sol de América 3:1 Pablo Velásquez 20, 44, Sergio Aquino 63 – Miguel Ángel Cuéllar 56 |
| 15 sierpnia 2007 | 12 de Octubre Itaugua – Club Guaraní 1:0 Diego Martínez 54                                                 |
| 15 sierpnia 2007 | 3 de Febrero Ciudad del Este – Sportivo Luqueño 2:0 Wilson Méndez 18, Moisés Maldonado 59                  |
| 15 sierpnia 2007 | Club Nacional – Club Olimpia 0:0                                                                           |
| 15 sierpnia 2007 | Club 2 de Mayo – Cerro Porteño 0:1 Jorge Achucarro 64                                                      |
| 22 sierpnia 2007 | Sportivo Trinidense – Tacuary Asunción 1:2 Armando González 75 – Angel Martínez 12, 35                     |

### Clausura 4
| Data             | Mecz |
| ---------------- | --- |
| 18 sierpnia 2007 | Tacuary Asunción – 12 de Octubre Itaugua 1:0 Ramón Cardozo 37                                                                      |
| 18 sierpnia 2007 | Club Libertad – 3 de Febrero Ciudad del Este 2:1 Roberto Gamarra 57, Vladimir Marín 63 – Gustavo Ramírez 34                        |
| 19 sierpnia 2007 | Club Sol de América – Club Nacional 3:3 Aldo Jara 15, Luis Cabral 26, Miguel Samudio 90 – Fabio Ramos 17k, Gustavo Morínigo 53, 83 |
| 19 sierpnia 2007 | Cerro Porteño – Sportivo Trinidense 0:0                                                                                            |
| 19 sierpnia 2007 | Club Guaraní – Sportivo Luqueño 2:1 Cristian Sosa 25, Jorge Romero 30 – Reinaldo Román 67                                          |
| 19 sierpnia 2007 | Club Olimpia – Club 2 de Mayo 2:0 Osvaldo Diaz 3, Gilberto Palacios 78                                                             |

### Clausura 5
| Data             | Mecz |
| ---------------- | --- |
| 25 sierpnia 2007 | 12 de Octubre Itaugua – Cerro Porteño 2:3 Néstor Bareiro 38, Francisco Esteche 46k – Jorge Achucarro 18, Cacá 33, Luis Cáceres 68 |
| 26 sierpnia 2007 | Club Nacional – Club Libertad 1:2 Inca 23 – Osvaldo Martínez 16, Pablo Velásquez 39                                               |
| 26 sierpnia 2007 | Sportivo Luqueño – Tacuary Asunción 0:3 Luciano Vera (2 bramki z rzutu karnego), Ramón Cardozo 48                                 |
| 26 sierpnia 2007 | 3 de Febrero Ciudad del Este – Club Guaraní 1:0 Gustavo Ramírez 72                                                                |
| 26 sierpnia 2007 | Club 2 de Mayo – Club Sol de América 1:2 Edgar Acosta 75 – Luis Cabral 82, Miguel Samudio 85                                      |
| 26 sierpnia 2007 | Sportivo Trinidense – Club Olimpia 0:0                                                                                            |

### Clausura 6
| Data            | Mecz |
| --------------- | --- |
| 1 września 2007 | Club Nacional – 3 de Febrero Ciudad del Este 6:2 Hebert Arriola 9, 32, Julio Irrazábal 15, Inca 23, Cristian Bogado 29, Raúl Román 70 – Gustavo Espínola 57, Carlos Neumann 89 |
| 1 września 2007 | Club Olimpia – 12 de Octubre Itaugua 2:3 Martín Adrián García 34, Osvaldo Diaz 55 – José Burgos 82, 88, 91                                                                     |
| 1 września 2007 | Club Libertad – Club 2 de Mayo 3:1 Roberto Gamarra 45, Nelson Romero 90, Vladimir Marín 92 – Edgar Acosta 52k                                                                  |
| 2 września 2007 | Cerro Porteño – Sportivo Luqueño 1:0 Luis Cáceres 84 |
| 2 września 2007 | Club Sol de América – Sportivo Trinidense 0:0 |
| 2 września 2007 | Tacuary Asunción – Club Guaraní 0:1 Jonathan Fabbro 55 |

### Clausura 7
| Data            | Mecz |
| --------------- | --- |
| 7 września 2007 | 12 de Octubre Itaugua – Club Sol de América 0:1 José Ortigoza 90                                                                                      |
| 7 września 2007 | Sportivo Luqueño – Club Olimpia 1:2 Roberto Acuña 68s – Gilberto Palacios 20, Edison Giménez 76                                                       |
| 7 września 2007 | Club 2 de Mayo – Club Nacional 2:1 Emerson 54, Timoteo 74 – Inca 80                                                                                   |
| 8 września 2007 | Sportivo Trinidense – Club Libertad 1:2 Juan Díaz 47 – Roberto Gamarra 25, Omar Pouso 77                                                              |
| 8 września 2007 | 3 de Febrero Ciudad del Este – Tacuary Asunción 2:4 Juan Angel Paredes 49, Jorge Cáceres 65 – Hernán Pérez 36, Ramón Cardozo 50, 59, Lorenzo Silva 86 |
| 9 września 2007 | Club Guaraní – Cerro Porteño 1:4 Jeffrey Díaz 88 – Marcelo Estigarribia 26, César Ramírez 85, Oscar Gamarra 87, Víctor Ferreira 92                    |

### Clausura 8
| Data             | Mecz |
| ---------------- | --- |
| 12 września 2007 | Club Libertad – 12 de Octubre Itaugua 1:0 Vladimir Marín 46                                                                                |
| 12 września 2007 | Club Nacional – Sportivo Trinidense 1:1 Fabio Ramos 49k – Uranio Pereira 9                                                                 |
| 12 września 2007 | Club Sol de América – Sportivo Luqueño 4:2 Pablo Zeballos 5, 20, 29, Luis Cabral 88 – Ignacio Schneider 24, Luis Núñez 43                  |
| 12 września 2007 | Club Olimpia – Club Guaraní 1:0 Martín Adrián García 75k                                                                                   |
| 12 września 2007 | Club 2 de Mayo – 3 de Febrero Ciudad del Este 1:2 Celso Ruiz Diaz 41k – Juan Angel Paredes 7, Moisés Maldonado 17                          |
| 26 września 2007 | Cerro Porteño – Tacuary Asunción 5:1 Walter Fretes 24, César Ramírez 31, 45, Jorge Achucarro 70, Marcelo Estigarribia 80 – Hernán Pérez 62 |

### Clausura 9
| Data             | Mecz |
| ---------------- | --- |
| 15 września 2007 | 3 de Febrero Ciudad del Este – Cerro Porteño 0:5 César Ramírez 26, Jorge Achucarro 57, Víctor Ferreira 66, 86, Nelson Cabrera 77 |
| 16 września 2007 | Sportivo Luqueño – Club Libertad 0:1 Wilson Pittoni 15                                                                           |
| 16 września 2007 | Club Guaraní – Club Sol de América 0:0                                                                                           |
| 16 września 2007 | Sportivo Trinidense – Club 2 de Mayo 0:0                                                                                         |
| 16 września 2007 | 12 de Octubre Itaugua – Club Nacional 0:1 Raúl Román 13                                                                          |
| 16 września 2007 | Tacuary Asunción – Club Olimpia 0:1 Rolando Renaut 59                                                                            |

### Clausura 10
| Data             | Mecz                                                                                          |
| ---------------- | --------------------------------------------------------------------------------------------- |
| 22 września 2007 | Club Sol de América – Tacuary Asunción 1:1 Miguel Ángel Cuéllar 4 – Jorge Ortega 76           |
| 22 września 2007 | Club Olimpia – Cerro Porteño 2:1 Darío Caballero 33, Roberto Acuña 74 – Jorge Achucarro 25    |
| 23 września 2007 | Club Nacional – Sportivo Luqueño 2:1 Hebert Arriola 1, 38 – Carlos Mereles 80                 |
| 23 września 2007 | Club 2 de Mayo – 12 de Octubre Itaugua 0:1 José Burgos 67                                     |
| 23 września 2007 | Sportivo Trinidense – 3 de Febrero Ciudad del Este 1:0 Justo Rolando Meza 70                  |
| 23 września 2007 | Club Libertad – Club Guaraní 2:1 Roberto Gamarra 60, Osvaldo Martínez 85 – Jonathan Fabbro 30 |

### Clausura 11
| Data             | Mecz                                                                                                |
| ---------------- | --------------------------------------------------------------------------------------------------- |
| 29 września 2007 | 3 de Febrero Ciudad del Este – Club Olimpia 1:1 Wilson Méndez 21 – David Villalba 53                |
| 29 września 2007 | Club Guaraní – Club Nacional 2:1 Juan Samudio 44, Javier González 48 – Gustavo Morinigo 36          |
| 30 września 2007 | Sportivo Luqueño – Club 2 de Mayo 1:1 José Luis García 35 – Robert Franco 72                        |
| 30 września 2007 | 12 de Octubre Itaugua – Sportivo Trinidense 0:1 Justo Rolando Meza 65                               |
| 30 września 2007 | Tacuary Asunción – Club Libertad 1:1 Pedro Sarabia 88s – Pedro Benítez 73                           |
| 30 września 2007 | Cerro Porteño – Club Sol de América 2:1 Ernesto Cristaldo 4, Jorge Achucarro 23 – Pablo Zeballos 51 |

### Clausura 12
| Data                | Mecz |
| ------------------- | --- |
| 5 października 2007 | Club Olimpia – Club Sol de América 1:2 Martín Adrian García 88 – Miguel Angel Almiron 45, Pablo Zeballos 84   |
| 6 października 2007 | Club Guaraní – Club 2 de Mayo 4:0 Juan Samudio 28k, Javier González 65, 79, Jonathan Fabbro 83                |
| 6 października 2007 | Tacuary Asunción – Club Nacional 2:2 Luciano Vera 72, Carlos Lugo 80s – Cristian Bogado 50, Hebert Arriola 66 |
| 7 października 2007 | 12 de Octubre Itaugua – 3 de Febrero Ciudad del Este 2:0 Néstor Bareiro 10, 47                                |
| 7 października 2007 | Cerro Porteño – Club Libertad 0:0                                                                             |
| 7 października 2007 | Sportivo Luqueño – Sportivo Trinidense 1:0 Miguel Larrosa 42                                                  |

### Clausura 13
| Data                 | Mecz                                                                                           |
| -------------------- | ---------------------------------------------------------------------------------------------- |
| 12 października 2007 | Club Nacional – Cerro Porteño 1:3 Fabio Ramos 10 – Nelson Cabrera 18k, Oscar Gamarra 21, 62    |
| 12 października 2007 | 3 de Febrero Ciudad del Este – Club Sol de América 0:1 Richard Adrian Salinas 26s              |
| 12 października 2007 | Club 2 de Mayo – Tacuary Asunción 0:0                                                          |
| 14 października 2007 | Sportivo Trinidense – Club Guaraní 2:1 Carlos Ortíz 27, Jesús Martínez 87 – Javier González 78 |
| 14 października 2007 | 12 de Octubre Itaugua – Sportivo Luqueño 2:1 José Burgos 33, Hugo Notario 82 – Derlis Ortiz 17 |
| 14 października 2007 | Club Libertad – Club Olimpia 0:1 Martín Adrian García 38                                       |

### Clausura 14
| Data                 | Mecz |
| -------------------- | --- |
| 19 października 2007 | Club Sol de América – Club Libertad 0:1 Roberto Gamarra 9                                                                            |
| 20 października 2007 | Cerro Porteño – Club 2 de Mayo 4:0 Ernesto Cristaldo 23, Wálter Milciades Fretes 42, Jorge Achucarro 81, 85                          |
| 20 października 2007 | Club Guaraní – 12 de Octubre Itaugua 2:2 Pedro Julían Chavez 48, Juan Samudio 84 – Rodolfo Guillén 30, Francisco Esteche 38          |
| 20 października 2007 | Sportivo Luqueño – 3 de Febrero Ciudad del Este 2:1 Adriano Duarte 18, 36 – Ignacio Ramón Cáceres 52                                 |
| 20 października 2007 | Tacuary Asunción – Sportivo Trinidense 0:0                                                                                           |
| 21 października 2007 | Club Olimpia – Club Nacional 2:3 Diego Ciz 49, Martín Adrian García 52 – Cristian Bogado 38, Raúl Román 45, Julio Cesar Irrazabal 5? |

### Clausura 15
| Data                 | Mecz |
| -------------------- | --- |
| 24 października 2007 | Club Nacional – Club Sol de América 3:1 Fabio Ramos 38, Raúl Román 45, Hebert Arriola 83 – Pablo Zeballos 2    |
| 24 października 2007 | Sportivo Luqueño – Club Guaraní 1:1 Reinaldo Román 58 – Juan Samudio 76                                        |
| 24 października 2007 | 12 de Octubre Itaugua – Tacuary Asunción 3:0 Hugo Notario 5, Juan Ramón Ortiz 17, José Burgos 52               |
| 24 października 2007 | Sportivo Trinidense – Cerro Porteño 0:1 Víctor Ferreira 90                                                     |
| 24 października 2007 | 3 de Febrero Ciudad del Este – Club Libertad 1:2 Sergio Cabral 57 – Omar Pouso 10, Osvaldo Martínez 25         |
| 24 października 2007 | Club 2 de Mayo – Club Olimpia 1:3 Emerson 48k – Edison Giménez 12, Martín Adrian García 45, Juvenal Cardoso 81 |

### Clausura 16
| Data                 | Mecz |
| -------------------- | --- |
| 27 października 2007 | Tacuary Asunción – Sportivo Luqueño 4:1 Lorenzo Silva 8, Hernán Pérez 72, 77, Carlos Ruiz Peralta 90 – Adriano Duarte 31                           |
| 28 października 2007 | Club Sol de América – Club 2 de Mayo 6:0 Miguel Angel Cuellar 23, 45, Luis Acosta 25, Pablo Zeballos 40k, Edgar Miranda 60, José Ortigoza 76       |
| 28 października 2007 | Cerro Porteño – 12 de Octubre Itaugua 4:1 César Ramírez Cajes 30, Osvaldo Hobecker 48, Ernesto Cristaldo 73, Roberto Ovelar 85 – Diego Martínez 39 |
| 28 października 2007 | Club Guaraní – 3 de Febrero Ciudad del Este 1:1 Javier González 34 – Rafael Agüero 62                                                              |
| 28 października 2007 | Club Olimpia – Sportivo Trinidense 2:1 Roberto Bonet 35, Roberto Acuña 58 – Julio Trinidad 51                                                      |
| 28 października 2007 | Club Libertad – Club Nacional 2:1 Vladimir Marín 51, Osvaldo Martínez 74 – Cristian Bogado 90                                                      |

### Clausura 17
| Data             | Mecz |
| ---------------- | --- |
| 2 listopada 2007 | Club 2 de Mayo – Club Libertad 1:3 Julio Martínez 70, Vladimir Marín 15, Osvaldo Martínez 27, Roberto Gamarra 65                       |
| 3 listopada 2007 | 12 de Octubre Itaugua – Club Olimpia 0:3 Juvenal Cardoso 57, Roberto Acuña 67k, Roberto Bonet 83                                       |
| 3 listopada 2007 | 3 de Febrero Ciudad del Este – Club Nacional 1:3 Carlos Lugo 40s – Arnaldo Andrés Espínola 13, Gustavo Morinigo 76, Cristian Bogado 84 |
| 3 listopada 2007 | Club Guaraní – Tacuary Asunción 1:0 Jonathan Fabbro 12                                                                                 |
| 3 listopada 2007 | Sportivo Luqueño – Cerro Porteño 2:1 Adriano Duarte 22, Pablo Aguilar 57 – Ernesto Cristaldo 32                                        |
| 3 listopada 2007 | Sportivo Trinidense – Club Sol de América 0:0                                                                                          |

### Clausura 18
| Data             | Mecz |
| ---------------- | --- |
| 7 listopada 2007 | Cerro Porteño – Club Guaraní 4:1 César Ramírez Cajes 9, Jorge Nuñez Mendoza 69, Luis Caceres 73, Wálter Milciades Fretes 75 – Javier González 14 |
| 7 listopada 2007 | Club Libertad – Sportivo Trinidense 1:0 Roberto Gamarra 7                                                                                        |
| 7 listopada 2007 | Club Nacional – Club 2 de Mayo 1:0 Raúl Román 8                                                                                                  |
| 7 listopada 2007 | Club Olimpia – Sportivo Luqueño 5:1 David Villalba 29, Edison Giménez 35, 39, 44, Roberto Bonet 90 – Julio Ortellado 55                          |
| 7 listopada 2007 | Club Sol de América – 12 de Octubre Itaugua 1:0 José Ortigoza 66                                                                                 |
| 7 listopada 2007 | Tacuary Asunción – 3 de Febrero Ciudad del Este 2:0 Ramón Cardozo 2, Lorenzo Silva 33                                                            |

### Clausura 19
| Data              | Mecz |
| ----------------- | --- |
| 10 listopada 2007 | Club Guaraní – Club Olimpia 2:0 Javier González 26, 33 |
| 11 listopada 2007 | Sportivo Trinidense – Club Nacional 1:1 Charles da Silva 26 – Gustavo Morinigo 45                                                                               |
| 11 listopada 2007 | Sportivo Luqueño – Club Sol de América 1:2 Reinaldo Román 4 – Pablo Zeballos 90k, Juan Núñez 67                                                                 |
| 11 listopada 2007 | Tacuary Asunción – Cerro Porteño 3:3 Ramón Cardozo 35, Celso González 51, Patrocinio Samudio 73 – Jorge Achucarro 29, Nelson Cabrera 38, Jorge Nuñez Mendoza 41 |
| 11 listopada 2007 | 12 de Octubre Itaugua – Club Libertad 0:3 Osvaldo Martínez 31, Vladimir Marín 37, Pedro Benítez 39                                                              |
| 11 listopada 2007 | 3 de Febrero Ciudad del Este – Club 2 de Mayo 2:1 Rolando Marciano Bogado 28, Jorge Cáceres 60 – Jorge Cáceres 41s                                              |

### Clausura 20
| Data              | Mecz                                                                                               |
| ----------------- | -------------------------------------------------------------------------------------------------- |
| 16 listopada 2007 | Club Olimpia – Tacuary Asunción 1:1 Gilberto Velázquez 89 – Ramón Cardozo 11                       |
| 18 listopada 2007 | Club 2 de Mayo – Sportivo Trinidense 1:1 Antonio Maidana 45 – Armando González 51                  |
| 18 listopada 2007 | Club Sol de América – Club Guaraní 2:1 Miguel Angel Almiron 30, Luis Acosta 50 – Jonathan Fabbro 6 |
| 18 listopada 2007 | Club Nacional – 12 de Octubre Itaugua 0:0                                                          |
| 18 listopada 2007 | Cerro Porteño – 3 de Febrero Ciudad del Este 2:0 Wálter Milciades Fretes 55, Nelson Cabrera 86k    |
| 18 listopada 2007 | Club Libertad – Sportivo Luqueño 3:1 Osvaldo Martínez 19, Vladimir Marín 22k, 54 – Derlis Ortiz 45 |

### Clausura 21
| Data              | Mecz |
| ----------------- | --- |
| 23 listopada 2007 | Tacuary Asunción – Club Sol de América 0:2 ? 54, José Ortigoza 87                                                 |
| 24 listopada 2007 | 12 de Octubre Itaugua – Club 2 de Mayo 2:2 Elvis Marecos 41, Francisco Esteche 86k – Robert Franco 43, Emerson 71 |
| 24 listopada 2007 | 3 de Febrero Ciudad del Este – Sportivo Trinidense 0:2 Darío Lezcano 14, Eduardo González 43                      |
| 25 listopada 2007 | Cerro Porteño – Club Olimpia 3:1 Wálter Milciades Fretes 20, 52, Lorgio Alvarez 48 – Edison Giménez 87            |
| 25 listopada 2007 | Club Guaraní – Club Libertad 0:0                                                                                  |
| 25 listopada 2007 | Sportivo Luqueño – Club Nacional 2:3 Adriano Duarte 12, 55 – Raúl Román 16, 63, Fabio Ramos 47                    |

### Clausura 22
| Data              | Mecz |
| ----------------- | --- |
| 30 listopada 2007 | Club Libertad – Tacuary Asunción 1:0 Víctor Cáceres 37                                                             |
| 30 listopada 2007 | Club Olimpia – 3 de Febrero Ciudad del Este 1:2 David Villalba 84 – Carlos Ariel Neumann 40, Gustavo Espínola 86   |
| 1 grudnia 2007    | Club 2 de Mayo – Sportivo Luqueño 1:1 Emerson 17 – Luís Ramón Romero 31                                            |
| 1 grudnia 2007    | Club Nacional – Club Guaraní 2:2 Raúl Román 35, Cristian Bogado 90 – Javier González 43, Juan Samudio 58           |
| 1 grudnia 2007    | Sportivo Trinidense – 12 de Octubre Itaugua 1:2 Juan Ramón Ortiz 53s – Diego Martínez 86, Elvis Marecos 88         |
| 2 grudnia 2007    | Club Sol de América – Cerro Porteño 2:2 Pablo Zeballos 38, José Ortigoza 56 – Rubén Gigena 75, Jorge Achucarro 90k |

### Tabela końcowa Clausura 2007
| Poz | Klub                         | Mecze | Zw | Rem | Por | Pkt | BrZd | BrStr |
| --- | ---------------------------- | ----- | -- | --- | --- | --- | ---- | ----- |
| 1   | Club Libertad                | 22    | 17 | 4   | 1   | 55  | 36   | 14    |
| 2   | Cerro Porteño                | 22    | 15 | 4   | 3   | 49  | 52   | 21    |
| 3   | Club Olimpia                 | 22    | 11 | 5   | 6   | 38  | 33   | 23    |
| 4   | Club Sol de América          | 22    | 9  | 7   | 6   | 34  | 32   | 24    |
| 5   | Club Nacional                | 22    | 9  | 7   | 6   | 34  | 37   | 30    |
| 6   | 12 de Octubre Itaugua        | 22    | 7  | 5   | 10  | 26  | 23   | 29    |
| 7   | Club Guaraní                 | 22    | 6  | 7   | 9   | 25  | 24   | 27    |
| 8   | Tacuary Asunción             | 22    | 6  | 7   | 9   | 25  | 25   | 29    |
| 9   | Sportivo Trinidense          | 22    | 5  | 9   | 8   | 24  | 15   | 18    |
| 10  | Sportivo Luqueño             | 22    | 5  | 4   | 13  | 19  | 24   | 41    |
| 11  | 3 de Febrero Ciudad del Este | 22    | 5  | 4   | 13  | 19  | 21   | 41    |
| 12  | Club 2 de Mayo               | 22    | 2  | 7   | 13  | 13  | 16   | 41    |

## Campeonato Paraguay 2007
O tytuł mistrza Paragwaju stoczyli pojedynek mistrz turnieju Apertura klub Sportivo Luqueño z mistrzem turnieju Clausura klubem Club Libertad.
| Mistrzostwo Paragwaju |
| --- |
| Sportivo Luqueño – Club Libertad 1:1 i 0:2 |
| 9 grudnia 2007 Luque Estadio Feliciano Cáceres (8000) Sportivo Luqueño – Club Libertad 1:1 (1:1) Sędzia: Carlos Amarilla Bramki: 1:0 Julio Ortellado 2, 1:1 Omar Pouso 40 Żółte kartki: Pablo Aguilar 27, Reinaldo Román 38 – Rodolfo Vicente Gamarra 4, Víctor Cáceres 56, Derlis Cardozo 90, Pedro Benítez 75 Club Sportivo Luqueño (trener Daniel Lanata): Mario Villasanti – Pablo Aguilar, Reinaldo Román, Juan Cardozo, Juan Abente, Luís Núñez, Arturo Aquino (76 Robert Servín), Carlos Mereles, Derlis Ortiz (61 Cristian Hermosilla), Julio Ortellado, Adriano Duarte (79 Iván Barrios) Club Libertad (trener Rubén Israel): Jorge Bava – Pedro Benítez, Pedro Sarabia, Edgar Gustavo Balbuena, Derlis Cardozo, Omar Pouso, Víctor Cáceres, Osvaldo Martínez, Sergio Aquino (75 Wilson Pitonni), Vladimir Marín, Rodolfo Vicente Gamarra (80 Nelson Romero) |
| 14 grudnia 2007 Asunción Estadio Defensores del Chaco (8094) Club Libertad – Sportivo Luqueño 2:0 (0:0) Sędzia: Carlos Torres Bramki: 1:0 Víctor Cáceres 49, 2:0 Víctor Cáceres 64 Żółte kartki: Roberto Gamarra 6, Víctor Cáceres 53, Osvaldo Martínez 58 – Arturo Aquino 15 Club Libertad (trener Rubén Israel): Jorge Bava – Pedro Benítez, Pedro Sarabia, Vladimir Marín (81 Nelson Romero), Edgar Gustavo Balbuena, Derlis Cardozo, Omar Pouso, Víctor Cáceres, Osvaldo Martínez (75 Edgar Robles), Sergio Aquino, Roberto Gamarra Club Sportivo Luqueño (trener Daniel Lanata): Mario Villasanti – Pablo Aguilar, Reinaldo Román, Juan Cardozo, Juan Abente, Luís Núñez, Arturo Aquino (77 Robert Servín), Carlos Mereles, Derlis Ortiz (68 Jorge Sanabria), Julio Ortellado (59 Adriano Duarte), Cristian Hermosilla                                           |

Mistrzem Paragwaju w roku 2007 został klub Club Libertad, natomiast wicemistrzem Paragwaju – Sportivo Luqueño.

## Sumaryczna tabela sezonu 2007
| Poz | Klub                         | Mecze | Zw | Rem | Por | Pkt | BrZd | BrStr |
| --- | ---------------------------- | ----- | -- | --- | --- | --- | ---- | ----- |
| 1   | Club Libertad                | 44    | 28 | 11  | 5   | 95  | 66   | 30    |
| 2   | Cerro Porteño                | 44    | 28 | 8   | 8   | 92  | 94   | 39    |
| 3   | Club Olimpia                 | 44    | 21 | 13  | 10  | 76  | 62   | 44    |
| 4   | Sportivo Luqueño             | 44    | 19 | 9   | 16  | 66  | 69   | 63    |
| 5   | Club Nacional                | 44    | 15 | 15  | 14  | 60  | 62   | 53    |
| 6   | Club Sol de América          | 44    | 14 | 15  | 15  | 57  | 51   | 53    |
| 7   | Tacuary Asunción             | 44    | 13 | 12  | 19  | 51  | 45   | 61    |
| 8   | 12 de Octubre Itaugua        | 44    | 13 | 10  | 21  | 49  | 50   | 67    |
| 9   | 3 de Febrero Ciudad del Este | 44    | 13 | 10  | 21  | 49  | 44   | 66    |
| 10  | Sportivo Trinidense          | 44    | 11 | 15  | 18  | 48  | 39   | 57    |
| 11  | Club Guaraní                 | 44    | 9  | 14  | 21  | 41  | 50   | 66    |
| 12  | Club 2 de Mayo               | 44    | 6  | 16  | 22  | 34  | 40   | 73    |

O spadku z ligi decydował średni dorobek z trzech ostatnich sezonów.
Do pierwszej ligi awansował bezpośrednio mistrz drugiej ligi Silvio Pettirossi Asunción. Drugi klub General Díaz Luque stoczył baraż z 12 de Octubre Itaugua.
| Data            | Mecz                                           |
| --------------- | ---------------------------------------------- |
| 8 grudnia 2007  | General Díaz Luque – 12 de Octubre Itaugua 2:1 |
| 15 grudnia 2007 | 12 de Octubre Itaugua – General Díaz Luque 4:2 |

Klub 12 de Octubre Itaugua pozostał w pierwszej lidze.